# Izoterma globalna
Izoterma globalna – izoterma adsorpcji otrzymana jako uśrednienie izotermy lokalnej po różnych typach miejsc adsorpcyjnych. Pojęcie to stosuje się przy opisie adsorpcji na powierzchniach heterogenicznych (energetycznie niejednorodnych), np.
na rzeczywistych powierzchniach heterogenicznych (niejednorodnych) adsorbentów. 
Typowe teoretyczne isotermy globalne określone w prostej postaci analitycznej to np. izotermy: Langmuira-Freundlicha (LF), Tótha, uogólniona izoterma Freundlicha (GF) i uogólniona izoterma Langmuira (GL).